# Битка при Севлиево
Битката при Севлиево е флангово осигуряване настъплението на Предния руски отряд и прикриване на направлението Търново-Севлиево-Ловеч в съответствие с руския план за действие в началния период на Руско-турската война (1877 – 1878). Довежда до освобождаването на Севлиево от османско владичество.

## Предистория
На 25 юни след бързо настъпление частите на генерал-лейтенант Йосиф Гурко овладяват Търново. За осигуряването на десния фланг командирът на кавалерията на Предния отряд генерал-майор Николай Лайхтенбергски предприема разузнавателни действия по направлението Търново-Севлиево. Същия ден по негова заповед разезд (конен патрул) от два взвода на 9-и Киевски хусарски полк с командири корнет Полешко и поручик Коробчевски излиза от село Сухиндол в направление към Севлиево. Движат се по различни пътища и взводът на корнет Полешко внезапно влиза в Севлиево. Изненаданата местна турска полиция слага оръжието. Казаците прекъсват телеграфната линия, изземват от пощенската станция телеграфната книга, секретните телеграми и двата телеграфни апарата и се изтеглят. Турците бързо се съвземат и започват преследване, което отхвърлено след навременната намеса на пристигналия взвод на поручик Коробчевски.
На 1 юли Осман паша започва форсиран марш на своите части по направлението Видин-село Арчар-село Криводол-Кнежа-село Долна Митрополия-Плевен-Ловеч. Тези действия променят оперативната обстановка. За руското командване овладяването на направлението Търново-Севлиево-Ловеч е важно за преграждане на пътя за настъпление на Осман паша, за осигуряване на фланга и тила на настъпващия Преден отряд и на тила на Източния отряд. Предвидените непосредствени действия са насочени към създаването на система от отряди, които изпълняват заградителни функции по направлението Севлиево-Ловеч-Плевен. Руското командване не разполага със съществени сили в района и затова изпълнението на задачата е възложено на кавалерийски подразделения. След превземането на Никопол на 4 юли те следва да осигурят и вероятното настъпление на 9-и армейски корпус по направлението Плевен-Ловеч-Стара планина. Началникът на Полевия щаб генералът от пехотата Артур Непокойчицки уведомява за тези намерения командира на Предния отряд генерал-лейтенант Йосиф Гурко. Създаването на отрядите започва на 30 юни по заповед на главнокомандващия Николай Николаевич. 

## Действия при Севлиево на 2 юли 1877 г.
Отряд от два взвода от Владикавказкия конен полк в състав от 40 казака с командир поручик Александър Верещагин получава лична заповед на главнокомандващия Николай Николаевич да заеме като преден пикет (малък охранителен отряд) Севлиево. Поводът е получената информация, че в Севлиево се съсредоточава значителна маса от нередовно опълчение и башибозук, които свирепстват и притесняват българското население.
На 2 юли към града е насочена и 3-та сотня на 30-и Донски казашки полк с командир есаул Иван Антонов. Разпоредено е да се овладее Севлиево и да се установи постоянна връзка с Кавказката казашка бригада и Габровския отряд. Същия ден в 12,00 часа донските казаци започват действия срещу турски сили от 1000 пехотинци и 400 конници. Атаката на 3-та сотня на 30-и Донски казашки полк е подкрепена навреме от пристигналите владикавказки казаци и с общи усилия турците са прогонени, а Севлиево - превзет. Над сто севлиевски граждани се въоръжават с отнетото от турците оръжие. Отчитайки численото превъзходство на противника, есаул Иван Антонов иска с полева записка подкрепление за удържане на града. Командирът на Габровския отряд генерал-майор Валериан Дерожински подкрепя искането и уведомява началника на Полевия щаб генерала от пехотата Артур Непокойчицки за необходимостта от помощ, в посока на Севлиево. Причината са предстоящите действия за овладяването на Шипченския проход.

## Действия при Севлиево на 3-5 юли 1877 г.
На 3 юли турските сили атакуват Севлиево. Нападението е отблъснато от казаците и въоръжените местни българи. На 4 юли генерал-майор Валериан Дерожински изпраща от Габрово в Севлиево подкрепление от 6-а сотня на 30-и Донски казашки полк с командир есаул Афанасиев. В 8,00 часа на 4 юли казаците атакуват настъпващия противник от 1500 нередовни опълченци и башибозук на шосето Севлиево-Ловеч и след ожесточена престрелка и кавалерийска атака отбиват турските сили.
За да се стабилизира обстановката, късно вечерта на 4 юли по заповед на главнокомандващия Николай Николаевич в Севлиево пристига сборен тактически казашки отряд с командир полковник Алексей Жеребков и безапесноста на града е осигурена. На 5 юли поради голямото количество изразходени боеприпаси помощникът на началника на Полевия щаб генерал-майор Казимир Левицки разпорежда на двете сотни в Севлиево да се изпратят 6000 патрона. Формиран е Севлиевски руски гарнизон от основния състав на 6-а сотня от 30-и Донски казашки полк, малобройна команда от 23-ти Донски казашки полк и основният състав на двата взвода от Владикавказкия конен полк под общото командване на есаул Афанасиев. Отрряда на полковник Алексей Жеребков получава задачата да овладее Ловеч.
Руските действия довеждат до освобождаването на Севлиево и създаването на местно българско управление.